# Victor Farinloye
Victor Farinloye es un deportista nigeriano que compite en tenis de mesa adaptado. Ganó una medalla de bronce en los Juegos Paralímpicos de Tokio 2020, en la prueba de equipo (clase 9-10).

## Palmarés internacional
| Juegos Paralímpicos | Juegos Paralímpicos | Juegos Paralímpicos | Juegos Paralímpicos |
| Año                 | Lugar               | Medalla             | Prueba              |
| ------------------- | ------------------- | ------------------- | ------------------- |
| 2020                | Tokio (Japón)       | Medalla de bronce   | Equipo 9-10         |